# Дворац у Беочину
Дворац породице Шпицер се налази у Беочину и подигнут је 1890—1892 године за породицу имућних немачких велепоседника која је била један од власника Беочинске цементаре. Пројекат за његову изградњу, у стилу еклектичке архитектуре, направио је архитекта Имре Штајндл (чије је најпознатије дело зграда мађарског парламента у Будимпешти), тако да су на дворцу приметни елементи како старих стилова (попут романике, готике, ренесансе и барока), тако и тада модерног правца, сецесије. Унутрашњост дворца урађена је у духу варијанте мађарске сецесије китњастих облика и настала је нешто касније. Највреднији део унутрашњости ове грађевине представља централни хол. У исто доба када је направљен дворац, око њега је подигнут и велики парк.
Породица Шпицер је пред почетак Другог светског рата напустила Беочин, а током њега је дворац коришћен као зграда немачке војне команде, да би после његовог окончања објекат национализован. У њему су након тога били смештени градска библиотека, Дом културе, седиште рукометног клуба, радио станица, дом за војне инвалиде и на крају ексклузиван ресторан са преноћиштем. Након приватизације предузећа Подунавље у чијем је склопу функционисао, објекат је напуштен и од тада је започело његово нагло пропадање.
Наш познати песник Мика Антић је користио део дворца као свој сликарски атеље. Његов чест гост био је Перо Зубац.
Данас су готово сви прозори на њему поломљени, а услед обилних падавина током зиме 2011. године, део улазног трема се урушио. Објекат је 18. јуна 1997. године проглашен за споменик културе.

## Филмови
| Филм                   | Режија         | Сценарио                                                      | Главне улоге                                                                | Година |
| ---------------------- | -------------- | ------------------------------------------------------------- | --------------------------------------------------------------------------- | ------ |
| Браћа Блум             | Рајан Џонсон   | Рајан Џонсон                                                  | Рејчел Вајс, Ејдријен Броди, Марк Рафало                                    | 2008.  |
| Црна мачка, бели мачор | Емир Кустурица | Гордан Михић и Емир Кустурица                                 | Срђан Тодоровић, Бајрам Северџан, Бранка Катић                              | 1998.  |
| Дечак и виолина        | Јован Ранчић   | Аленка Ранчић и Јован Ранчић                                  | Добривоје Дробац, Небојша Бакочевић, Драгомир Фелба                         | 1975.  |
| Доручак са ђаволом     | Мирослав Антић | Мирослав Антић                                                | Велимир Бата Живојиновић, Мира Ступица, Драгомир Бојанић Гидра              | 1971.  |
| Ратници                | Брајан Хатон   | Трој Кенеди Мартин                                            | Клинт Иствуд, Тели Савалас, Дон Риклс                                       | 1970.  |
| Рани радови            | Желимир Жилник | Желимир Жилник и Бранко Вучићевић                             | Миља Вујановић, Богдан Тирнанић, Марко Николић                              | 1969.  |
| Свети песак            | Мирослав Антић | Мирослав Антић                                                | Чедомир Михајловић, Тихомир Плескоњић                                       | 1968.  |
| Узаврели град          | Вељко Булајић  | Бруно Барати, Раденко Остојић, Драгослав Илић и Вељко Булајић | Драгомир Фелба, Илија Џувалековски, Милена Дравић, Велимир Бата Живојиновић | 1961.  |

### Краткометражни филмови
| Филм         | Режија             | Сценарио                       | Главне улоге                               | Година |
| ------------ | ------------------ | ------------------------------ | ------------------------------------------ | ------ |
| Последња кап | Мирослав Лакобрија | Душан Булић и Драган Јовићевић | Стеван Алексић, Драшко Анђић, Бојан Булбук | 2012.  |